# Pyronia cecilia
Pyronia cecilia là một loài bướm trong họ Bướm giáp phân bố ở nam châu Âu và bắc châu Phi. Loài này có bề ngoài tương tự như loài Pyronia tithonus được tìm thấy ở xa hơn về phía bắc, và cũng giống loài P. bathsheba.

## miêu tả
Các loài bướm kia có các đốm ở dưới cánh sau mà các loài này không có.

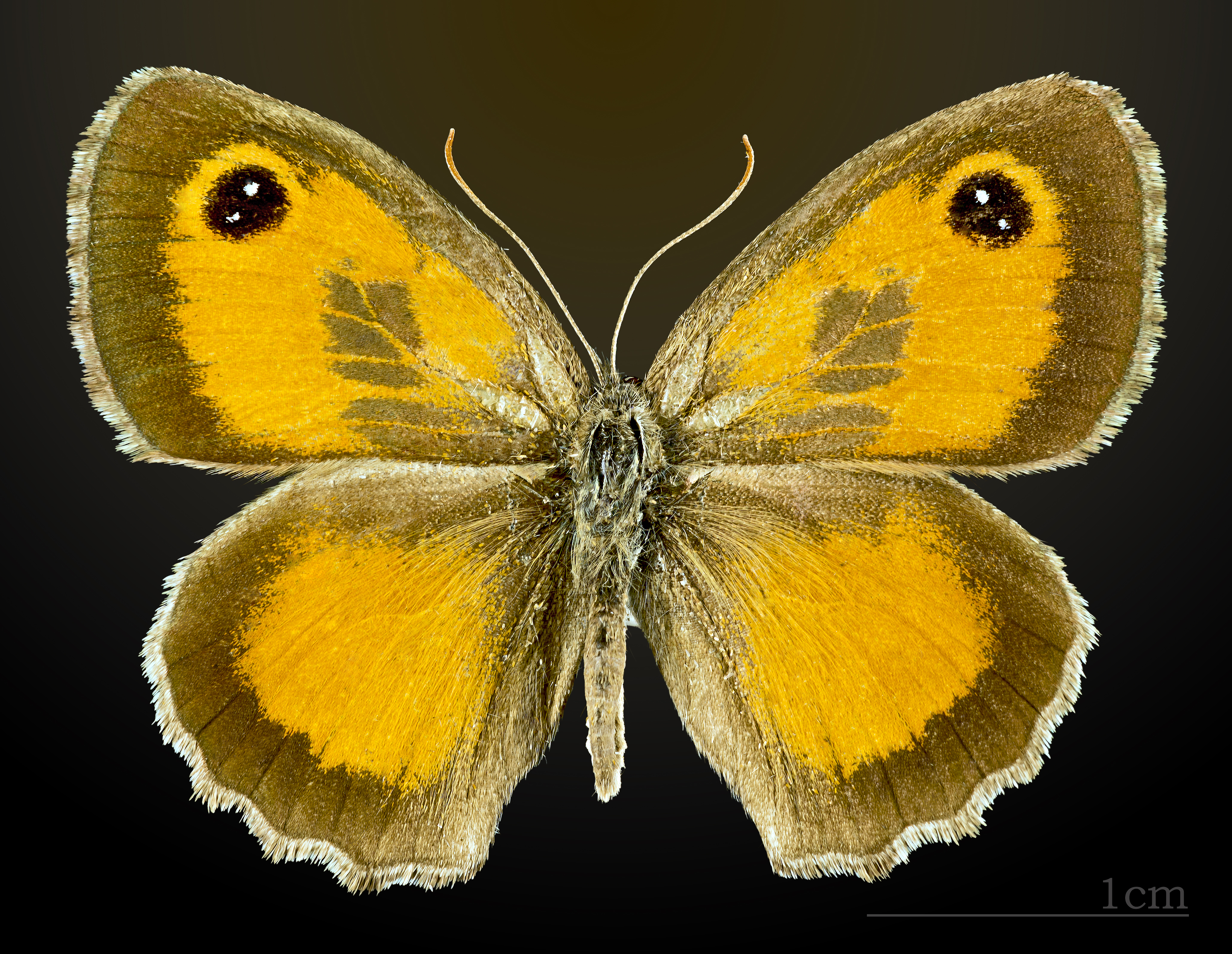
♂
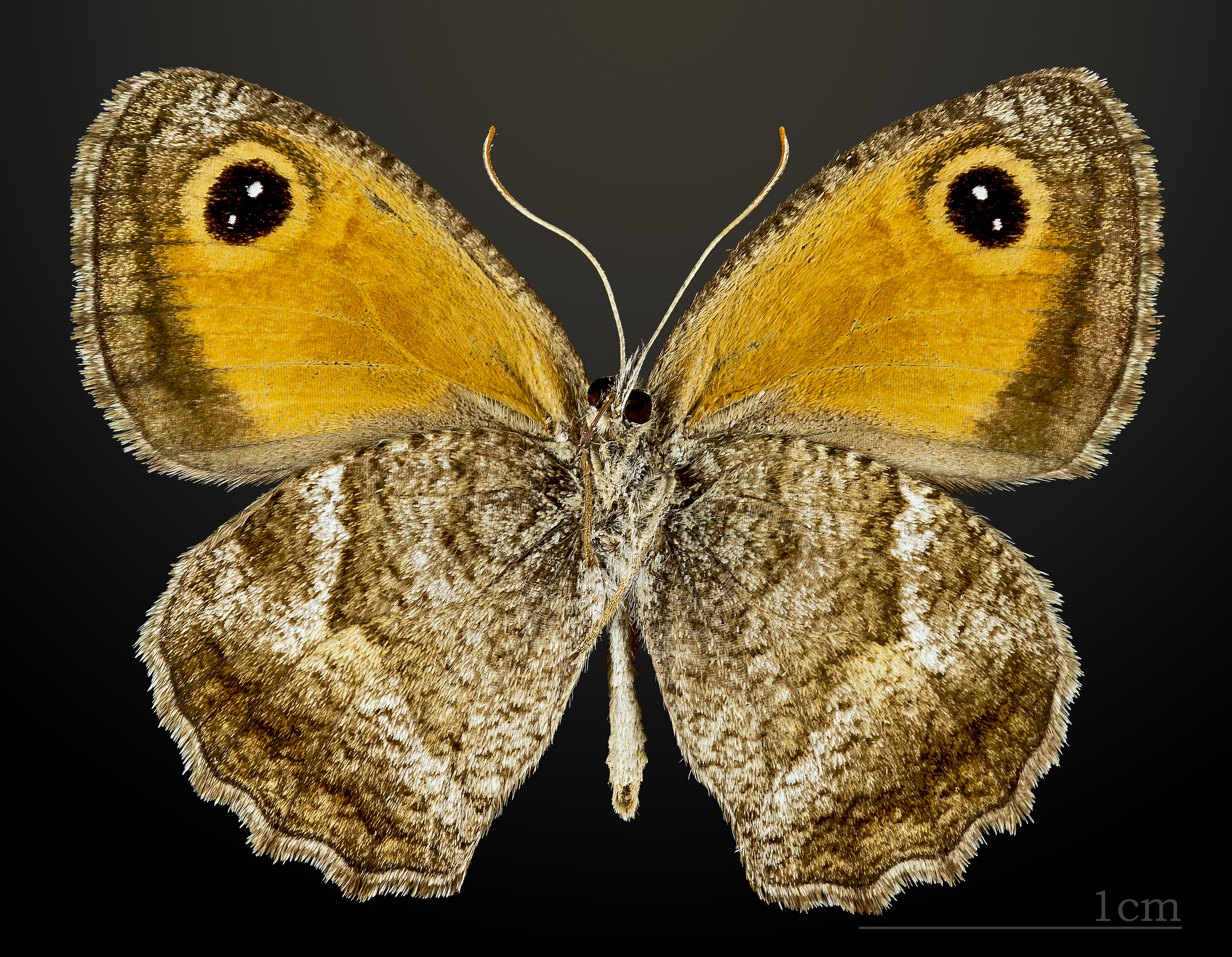
♂ △
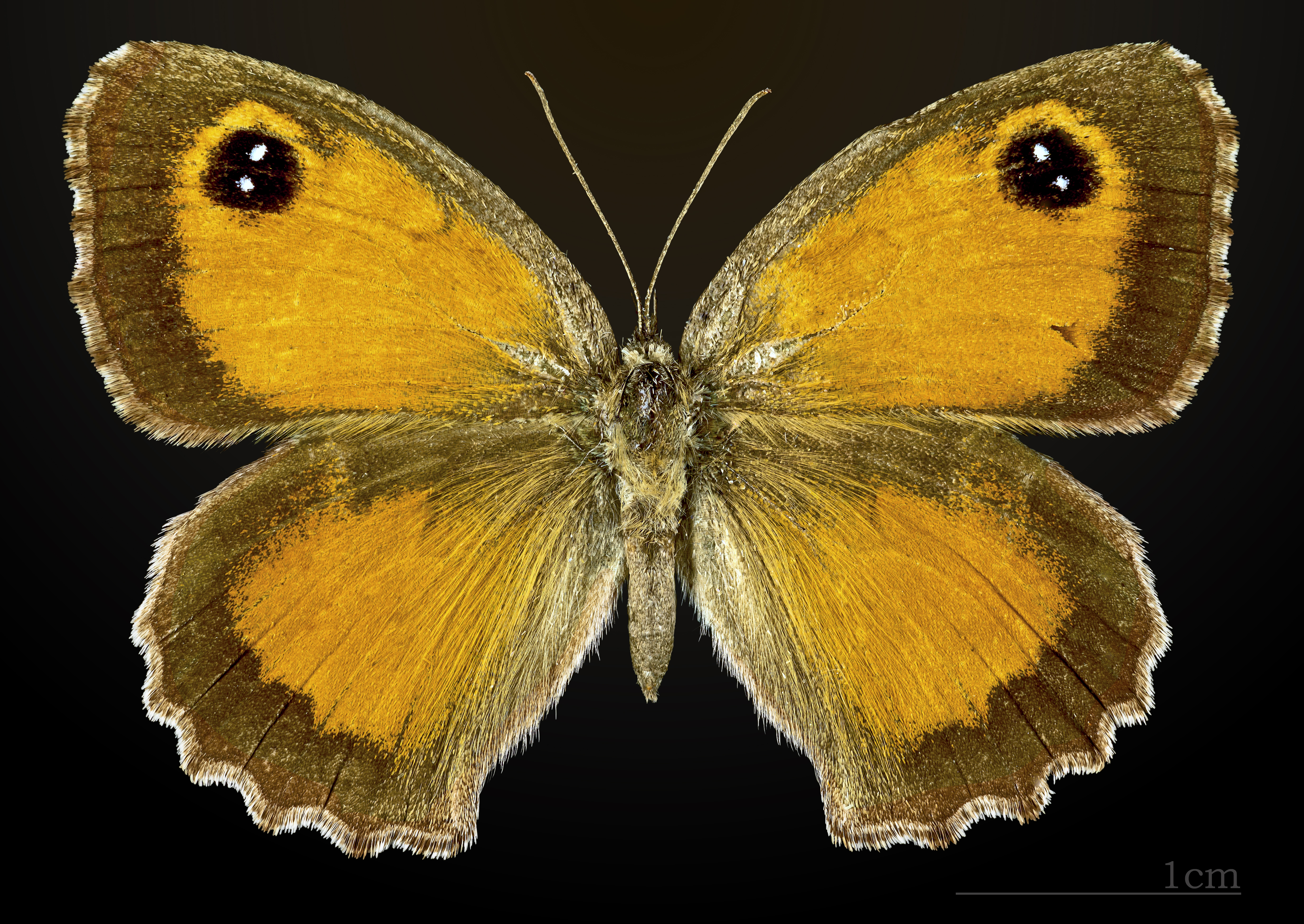
♀
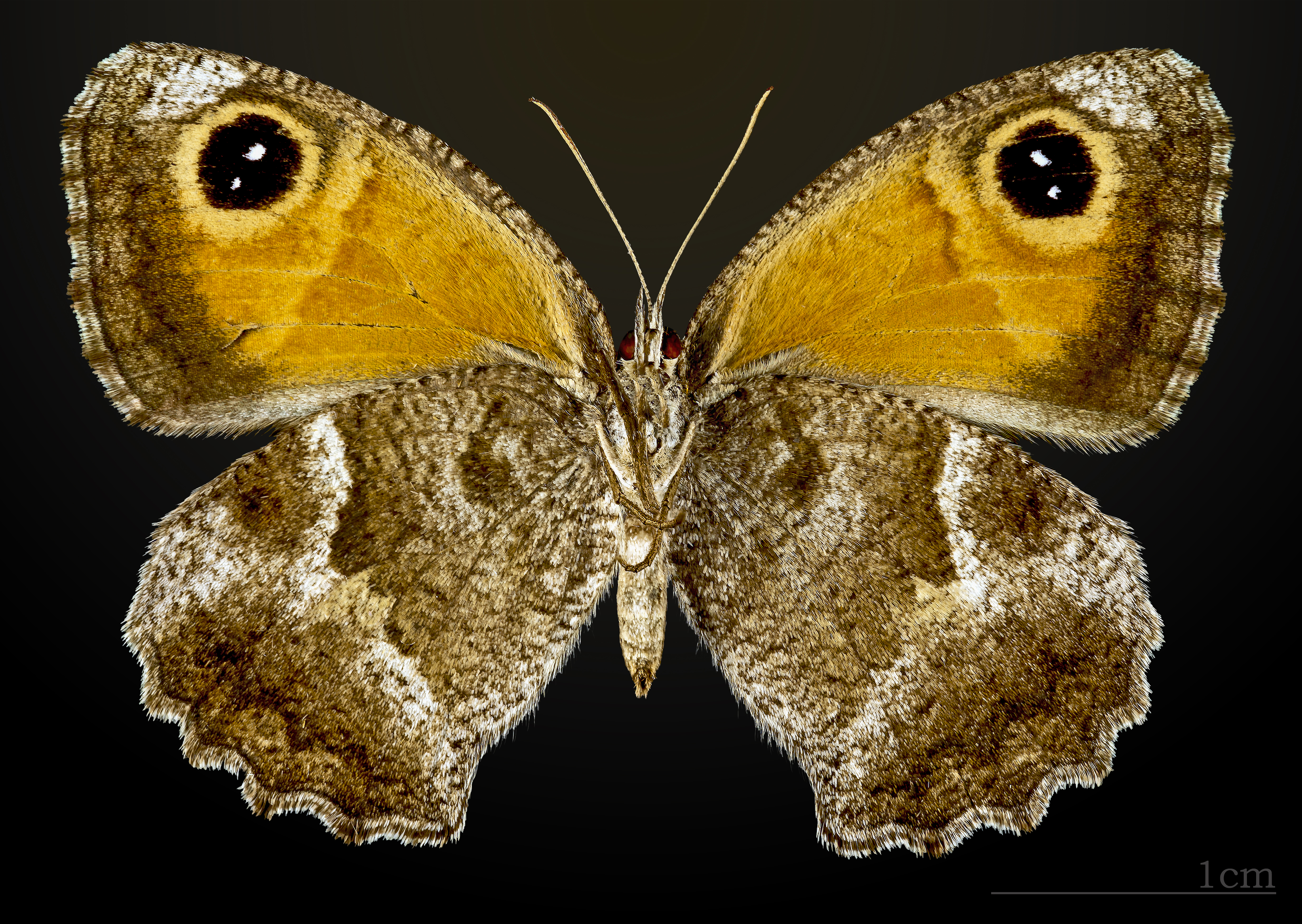
♀ △

lưỡng hình giới tính

## Phân bố và môi trường sống
Chúng ưa thích các khu vực nóng và được tìm thấy ở Bắc Phi và Nam Âu; ở Tunisia, Algeria, Morocco, Bồ Đào Nha, Tây Ban Nha bao gồm các Mallorca và Menorca, Đông Nam nước Pháp, Corsica, Sardinia, Elba, Ý, Sicily, Albanis, Hy Lạp và Thổ Nhĩ Kỳ.
Chúng thường được tìm thấy trong thô, khu vực mở ở các vùng đất thấp mặc dù ở một số vùng có mặt ở nơi có độ cao lên đến 2000m.
Sâu bướm ăn các loại cây gồm có Deschampsia ceaspitosa